# John Ericson (landshövding)
John Philip Ericson, född 2 maj 1834 i Trollhättan, död 25 september 1895 i Östersund, var en svensk friherre, ämbetsman och politiker.

## Biografi
Ericson var underlöjtnant vid Västgöta regemente, befordrades 1858 och var kapten 1866–70. Han var även godsägare i Sandgärdet och Nygård 1869–79. Åren 1870–83 var Ericson ordförande i Älvborgs läns norra hushållningssällskap. Han tillhörde 1867–75 andra kammaren och var ledamot av Bankoutskottet 1870 och av Statsutskottet 1872–75. Efter ett par år inom politiken kom han att ansluta sig till Lantmannapartiet, och räknades efter en tid som en av dess ledare. Ericson förfäktade med skärpa partiets det vill säga hemmansägarnas önskemål i försvars- och grundskattefrågorna och bedrev en mot regeringarna ganska hänsynslös opposition. År 1875 avböjde han återval, och då han 1882–86 representerade Älvsborgs län i första kammaren spelade han en föga betydande roll. Vid senare riksdagen 1887 var han frihandelsvänlig ledamot av andra kammaren. Han blev 1883, under Arvid Posses tid, landshövding i Jämtlands län, en utnämning som på sin tid väckte stort uppseende som en partibelöning.
John Ericson var son till Nils Ericson och bror till Carl Ericson.